# Elecciones municipales de Trujillo de 2010
Las elecciones municipales de Trujillo de 2010 se llevaron a cabo el 3 de octubre de 2010 para elegir al alcalde y al Concejo Provincial de Trujillo para el periodo 2011-2014. La elección se celebró simultáneamente con elecciones regionales y municipales (provinciales y distritales) en todo el país.
El escenario central de la contienda fue protagonizado por César Acuña Peralta, alcalde en ejercicio y líder de Alianza para el Progreso, y Daniel Salaverry Villa, empresario del sector inmobiliario y candidato del Partido Aprista Peruano. Por un lado, Acuña buscaba consolidar su liderazgo local y extender su proyecto político, mientras que el aprismo apostaba por recuperar su histórica hegemonía en Trujillo, luego de la sorpresiva derrota sufrida en 2006. La candidatura de Salaverry fue vista como una renovación del partido, con el objetivo de reconectar con su base electoral tradicional.
La campaña estuvo marcada por una intensa confrontación política y mediática, con fuertes enfrentamientos verbales entre ambas candidaturas y una notable división en la opinión pública. La polarización se reflejó en los resultados: Acuña y Salaverry concentraron más del 80% de los votos válidos, desplazando a otras opciones del escenario político. Como consecuencia, el Concejo Provincial quedó conformado exclusivamente por representantes apepistas y apristas, dando lugar al primer (y hasta ahora único) concejo municipal completamente bipartidista en la historia de la provincia.
Aunque Acuña registró una ligera caída en su votación respecto a la elección anterior, logró imponerse nuevamente por un margen de alrededor de 12 mil votos, asegurando su reelección. Este resultado confirmó no solo su permanencia en la alcaldía, sino también la consolidación del apepismo como nueva fuerza hegemónica en la política trujillana. Para el aprismo, en cambio, significó una segunda derrota consecutiva en una ciudad que había sido su bastión tradicional durante décadas.
A nivel distrital, el panorama fue más diverso, aunque con clara ventaja para Alianza para el Progreso: logró imponerse en la mitad de los distritos de la provincia, incluyendo La Esperanza, el más poblado de Trujillo, donde obtuvo su segunda victoria consecutiva. Por su parte, el aprismo mostró una leve recuperación en comparación con su desempeño en 2006, ganando en cuatro distritos, entre ellos El Porvenir, el segundo más poblado y también un antiguo bastión de su partido. La única excepción al dominio bipartidista se dio en Huanchaco, donde triunfó una lista independiente.

## Sistema electoral
La Municipalidad Provincial de Trujillo es el órgano administrativo y de gobierno de la provincia de Trujillo. Está compuesta por el alcalde y el Concejo Provincial.
La votación del alcalde y el concejo se realiza en base al sufragio universal, que comprende a todos los ciudadanos nacionales mayores de dieciocho años, empadronados y residentes en la provincia de Trujillo y en pleno goce de sus derechos políticos, así como a los ciudadanos no nacionales residentes y empadronados en la provincia de Trujillo.
El Concejo Provincial de Trujillo está compuesto por 15 regidores elegidos por sufragio directo para un período de cuatro (4) años, en forma conjunta con la elección del alcalde (quien lo preside). La votación es por lista cerrada y bloqueada. Se asigna a la lista ganadora los escaños según el método d'Hondt o la mitad más uno, lo que más le favorezca. Es elegido como alcalde el candidato que ocupe el primer lugar de la lista que haya obtenido la más alta votación.

## Composición del Concejo Provincial de Trujillo
La siguiente tabla muestra la composición del Concejo Provincial de Trujillo antes de las elecciones.
| Partidos | Partidos                 | Regidores |
| -------- | ------------------------ | --------- |
|          | Alianza para el Progreso | 9         |
|          | Partido Aprista Peruano  | 5         |
|          | Fuerza Democrática       | 1         |

## Partidos y candidatos
A continuación se muestra una lista de los principales partidos y alianzas electorales que participaron en las elecciones:
| Candidatura | Candidatura | Partidos y alianzas                                                             | Candidatos | Candidatos                   | Ideología                                                          | Resultado previo | Resultado previo | Ref. |
| Candidatura | Candidatura | Partidos y alianzas                                                             | Candidatos | Candidatos                   | Ideología                                                          | Votos (%)        | Reg.             | Ref. |
| ----------- | ----------- | ------------------------------------------------------------------------------- | ---------- | ---------------------------- | ------------------------------------------------------------------ | ---------------- | ---------------- | ---- |
|             | APP         | Lista - Alianza para el Progreso (APP)                                          |            | César Acuña Peralta          | Liberalismo económico Conservadurismo liberal Populismo de derecha | 56.49%           | 9                |      |
|             | APRA        | Lista - Partido Aprista Peruano (APRA)                                          |            | Daniel Salaverry Villa       | Aprismo                                                            | 28.73%           | 5                |      |
|             | Súmate– PP  | Lista - Súmate - Perú Posible (Súmate–PP) – Súmate (Súmate) – Perú Posible (PP) |            | Segundo Rodríguez Albán      | Socioliberalismo Democracia liberal Tercera vía                    | 5.49%            | 0                |      |
|             | PPC         | Lista - Partido Popular Cristiano (PPC)                                         |            | Carlos Fernández Verde       | Democracia cristiana Conservadurismo social Liberalismo económico  | 5.49%            | 0                |      |
|             | C90         | Lista - Cambio 90 (C90)                                                         |            | Francisco Abanto Zamora      | Fujimorismo Conservadurismo social Populismo de derecha            | Nuevo            | Nuevo            |      |
|             | PHP         | Lista - Partido Humanista Peruano (PHP)                                         |            | Carlos Franco Quipuzco       | Humanismo Socialismo Ecosocialismo                                 | Nuevo            | Nuevo            |      |
|             | FDP         | Lista - Fonavistas del Perú (FDP)                                               |            | Óscar Loyola Zurita          | Socialismo Nacionalismo de izquierda Ecologismo                    | Nuevo            | Nuevo            |      |
|             | FN          | Lista - Fuerza Nacional (FN)                                                    |            | José Rodríguez Marcelo       | Conservadurismo social Liberalismo económico                       | Nuevo            | Nuevo            |      |
|             | F2011       | Lista - Fuerza 2011 (F2011)                                                     |            | Yon Cruzado Tirado           | Fujimorismo Conservadurismo social Populismo de derecha            | Nuevo            | Nuevo            |      |
|             | FS          | Lista - Fuerza Social (FS)                                                      |            | Eduardo Cassinelli Rodríguez | Socialdemocracia Progresismo                                       | Nuevo            | Nuevo            |      |

## Resultados

### Sumario general
|                        |                                   |              |              |              |           |           |  |  |
| Partidos y coaliciones | Partidos y coaliciones            | Voto popular | Voto popular | Voto popular | Regidores | Regidores |  |  |
| Partidos y coaliciones | Partidos y coaliciones            | Votos        | %            | ±pp          | Total     | +/−       |  |  |
|                        | Alianza para el Progreso (APP)    | 197,858      | 43.45        | –13.04       | 9         | ±0        |  |  |
|                        | Partido Aprista Peruano (APRA)    | 185,300      | 40.69        | +11.96       | 6         | +1        |  |  |
|                        | Súmate - Perú Posible (Súmate–PP) | 27,284       | 5.99         | n/a          | 0         | ±0        |  |  |
|                        | Fuerza Social (FS)                | 16,444       | 3.61         | Nuevo        | 0         | ±0        |  |  |
|                        | Fonavistas del Perú (FDP)         | 8,043        | 1.77         | Nuevo        | 0         | ±0        |  |  |
|                        | Fuerza 2011 (F2011)               | 7,918        | 1.74         | Nuevo        | 0         | ±0        |  |  |
|                        | Partido Popular Cristiano (PPC)   | 7,560        | 1.66         | n/a          | 0         | ±0        |  |  |
|                        | Partido Humanista Peruano (PHP)   | 2,529        | 0.56         | Nuevo        | 0         | ±0        |  |  |
|                        | Cambio 90 (C90)                   | 1,399        | 0.31         | Nuevo        | 0         | ±0        |  |  |
|                        | Fuerza Nacional (FN)              | 1,043        | 0.23         | Nuevo        | 0         | ±0        |  |  |
|                        |                                   |              |              |              |           |           |  |  |
| Total                  | Total                             | 455,378      |              |              | 15        | ±0        |  |  |
|                        |                                   |              |              |              |           |           |  |  |
| Votos válidos          | Votos válidos                     | 455,378      | 89.52        | –0.80        |           |           |  |  |
| Votos en blanco        | Votos en blanco                   | 21,199       | 4.17         | +0.26        |           |           |  |  |
| Votos nulos            | Votos nulos                       | 32,121       | 6.31         | +0.54        |           |           |  |  |
| Votos emitidos         | Votos emitidos                    | 508,698      | 85.57        | –0.88        |           |           |  |  |
| Abstenciones           | Abstenciones                      | 85,770       | 14.43        | +0.88        |           |           |  |  |
| Votantes registrados   | Votantes registrados              | 594,468      |              |              |           |           |  |  |
|                        |                                   |              |              |              |           |           |  |  |
| Fuente:                |                                   |              |              |              |           |           |  |  |

### Concejo Provincial de Trujillo
| Cargo                           | Autoridad electa           | Partido político | Partido político         |
| ------------------------------- | -------------------------- | ---------------- | ------------------------ |
| Alcalde Provincial de Trujillo  | César Acuña Peralta        |                  | Alianza para el Progreso |
| Regidora Provincial de Trujillo | Gloria Montenegro Figueroa |                  | Alianza para el Progreso |
| Regidor Provincial de Trujillo  | Dante Chávez Abanto        |                  | Alianza para el Progreso |
| Regidor Provincial de Trujillo  | Pablo Penagos Ruzo         |                  | Alianza para el Progreso |
| Regidor Provincial de Trujillo  | Carlos Ríos Gutti          |                  | Alianza para el Progreso |
| Regidor Provincial de Trujillo  | Carlos Matos Izquierdo     |                  | Alianza para el Progreso |
| Regidora Provincial de Trujillo | Juana Aguilar Plasencia    |                  | Alianza para el Progreso |
| Regidor Provincial de Trujillo  | Ándres Sánchez Esquivel    |                  | Alianza para el Progreso |
| Regidor Provincial de Trujillo  | Juan Fort Cabrera          |                  | Alianza para el Progreso |
| Regidora Provincial de Trujillo | Deysi Villanueva Quispe    |                  | Alianza para el Progreso |
| Regidor Provincial de Trujillo  | José de la Puente Grijalba |                  | Partido Aprista Peruano  |
| Regidor Provincial de Trujillo  | Edward Berrocal Gamarra    |                  | Partido Aprista Peruano  |
| Regidor Provincial de Trujillo  | Luis Santa María Mecq      |                  | Partido Aprista Peruano  |
| Regidor Provincial de Trujillo  | Roger Obeso Acevedo        |                  | Partido Aprista Peruano  |
| Regidora Provincial de Trujillo | Betty Obeso Graos          |                  | Partido Aprista Peruano  |
| Regidora Provincial de Trujillo | Margarita Obeso Gonzalez   |                  | Partido Aprista Peruano  |

## Elecciones municipales distritales

### Sumario general
|                      | Alianza para el Progreso (APP)                      |  |  |       | 5  | –1 |  |  |
|                      | Partido Aprista Peruano (APRA)                      |  |  |       | 4  | +2 |  |  |
|                      | Súmate - Perú Posible (Súmate–PP)                   |  |  | n/a   | 0  | ±0 |  |  |
|                      | Fuerza Social (FS)                                  |  |  | Nuevo | 0  | ±0 |  |  |
|                      | Fonavistas del Perú (FDP)                           |  |  | Nuevo | 0  | ±0 |  |  |
|                      | Fuerza 2011 (F2011)                                 |  |  | Nuevo | 0  | ±0 |  |  |
|                      | Partido Popular Cristiano (PPC)                     |  |  | n/a   | 0  | ±0 |  |  |
|                      | Partido Humanista Peruano (PHP)                     |  |  | Nuevo | 0  | ±0 |  |  |
|                      | Cambio 90 (C90)                                     |  |  | Nuevo | 0  | ±0 |  |  |
|                      | Fuerza Nacional (FN)                                |  |  | Nuevo | 0  | ±0 |  |  |
|                      | Frente Independiente de Defensa y Desarrollo (FIDD) |  |  | Nuevo | 0  | ±0 |  |  |
|                      | Unión por el Perú (UPP)                             |  |  |       | 0  | ±0 |  |  |
|                      | Listas independientes distritales                   |  |  | n/a   | 1  | +1 |  |  |
|                      |                                                     |  |  |       |    |    |  |  |
| Total                | Total                                               |  |  |       | 10 | ±0 |  |  |
|                      |                                                     |  |  |       |    |    |  |  |
| Votos válidos        |                                                     |  |  |       |    |    |  |  |
| Votos en blanco      |                                                     |  |  |       |    |    |  |  |
| Votos nulos          |                                                     |  |  |       |    |    |  |  |
| Votos emitidos       |                                                     |  |  |       |    |    |  |  |
| Abstenciones         |                                                     |  |  |       |    |    |  |  |
| Votantes registrados |                                                     |  |  |       |    |    |  |  |
|                      |                                                     |  |  |       |    |    |  |  |
| Fuente:              |                                                     |  |  |       |    |    |  |  |

### Resultados por distrito
La siguiente tabla enumera el control de los distritos de la provincia de Trujillo. El cambio de mando de una organización política se resalta del color de ese partido.
| Distrito             | Alcalde(sa) titular            | Partido político | Partido político         | Alcalde(sa) electo(a)   | Partido político | Partido político          |
| -------------------- | ------------------------------ | ---------------- | ------------------------ | ----------------------- | ---------------- | ------------------------- |
| El Porvenir          | Luis Sánchez Coronel           |                  | Juntos por La Libertad   | Ángel Rodríguez Armas   |                  | Partido Aprista Peruano   |
| Florencia de Mora    | Juan Castro Ávalos             |                  | Partido Aprista Peruano  | Wilson Toribio Vereau   |                  | Partido Aprista Peruano   |
| Huanchaco            | Fernando Bazán Pinillos        |                  | Alianza para el Progreso | Fernando Bazán Pinillos |                  | Huanchaco y sus Distritos |
| La Esperanza         | Daniel Marcelo Jacinto         |                  | Alianza para el Progreso | Daniel Marcelo Jacinto  |                  | Alianza para el Progreso  |
| Laredo               | Miguel Chávez Castro           |                  | Alianza para el Progreso | Miguel Chávez Castro    |                  | Alianza para el Progreso  |
| Moche                | Roger Quispe Rosales           |                  | Fuerza Democrática       | Roger Quispe Rosales    |                  | Alianza para el Progreso  |
| Poroto               | Rufino Alfaro Ávila            |                  | Alianza para el Progreso | Carlos Honorio Ruiz     |                  | Partido Aprista Peruano   |
| Salaverry            | Miguel Martínez Vargas Durango |                  | Partido Aprista Peruano  | Félix Campaña Silva     |                  | Alianza para el Progreso  |
| Simbal               | Javier Castañeda Carranza      |                  | Alianza para el Progreso | Santos Rafael Valdivia  |                  | Partido Aprista Peruano   |
| Víctor Larco Herrera | Carlos Vásquez Llamo           |                  | Alianza para el Progreso | Carlos Vásquez Llamo    |                  | Alianza para el Progreso  |